# Chou Tao
Chou Tao (kinesiska: 侴陶; pinyin: Chǒu Táo), född den 30 mars 1988 i Dalian, Kina, är en kinesisk gymnast.
Hon tog OS-silver i rytmisk gymnastik för trupper i samband med de olympiska gymnastiktävlingarna 2008 i Peking.